# Sfaxia deserticola
Sfaxia deserticola är en insektsart som beskrevs av De Bergevin 1918. Sfaxia deserticola ingår i släktet Sfaxia och familjen sköldstritar. Inga underarter finns listade i Catalogue of Life.